# Sella Méndez
Sella Méndez ist eine Ortschaft im Departamento Tarija im südamerikanischen Anden-Staat Bolivien.

## Lage im Nahraum
Sella Méndez ist zentraler Ort des Kanton Sella Méndez im Municipio San Lorenzo in der Provinz Eustaquio Méndez. Die Ortschaft liegt auf einer Höhe von 2102 m am rechten, nördlichen Ufer eines linken Nebenflusses des Río Nuevo Guadalquivir, der wenige Kilometer südlich von San Lorenzo in den Río Nuevo Guadalquivir mündet.

## Geographie
Sella Méndez liegt am südöstlichen Rand der Hochebene des bolivianischen Altiplano auf dem Übergang zum Tiefland. Das Klima ist wegen der Binnenlage über mehr als die Hälfte des Jahres trocken, jedoch weitaus weniger rau als die Hochfläche und weist ein typisches Tageszeitenklima auf, bei dem die Temperaturschwankungen zwischen Tag und  Nacht in der Regel deutlich größer sind als die jahreszeitlichen  Schwankungen (siehe Klimadiagramm Tarija).
Die Jahresdurchschnittstemperatur der Region liegt bei 19 °C und schwankt nur unwesentlich zwischen 15 °C im Juni/Juli und 22 °C von Dezember bis  Februar (siehe Klimadiagramm Tarija). Der Jahresniederschlag beträgt etwa 550 mm, mit einer stark  ausgeprägten Trockenzeit von April bis Oktober mit Monatsniederschlägen unter 30 mm, und einer Feuchtezeit von Dezember bis Februar mit über 100 mm Monatsniederschlag.

## Verkehrsnetz
Sella Méndez liegt in einer Entfernung von 22 Straßenkilometern nördlich von Tarija, der Hauptstadt des gleichnamigen Departamentos.
Durch Tarija führt die asphaltierte Nationalstraße Ruta 1, die von Bermejo im Süden an der argentinischen Grenze das gesamte bolivianische Hochland in Süd-Nord-Richtung bis zur peruanischen Grenze bei Desaguadero durchquert und dabei außer Tarija auch die Metropolen Potosí, Oruro und El Alto passiert. Zwölf Kilometer nördlich von Tarija zweigt bei Rancho Norte eine asphaltierte Landstraße nach Norden ab und führt nach San Lorenzo, eine Nebenstraße überquert dann in östlicher Richtung den Río Nuevo Guadalquivir und erreicht nach weiteren sieben Kilometern Sella Méndez.

## Bevölkerung
Die Einwohnerzahl der Ortschaft ist in den vergangenen beiden Jahrzehnten um etwa ein Drittel angestiegen:
| Jahr | Einwohner | Quelle       |
| ---- | --------- | ------------ |
| 1992 | 399       | Volkszählung |
| 2001 | 402       | Volkszählung |
| 2012 | 531       | Volkszählung |
| 2024 |           | Volkszählung |